# ドイター
ドイター（Deuter）は、ドイツのバックパックメーカーである。
1898年アウクスブルクで創業、当初は郵便局員が使用する袋の製造をしていた。1930年に背中の汗濡れを軽減するためリュックサックが背中に密着しない世界初のモデル、タウエルンを発表。1938年にアイガー北壁を初登攀したアンデール・ヘックマイヤーが使用し信頼性を証明した。戦後はドイツを代表するリュックサックのブランドに成長、1971年にドイツ最大のリュックサックメーカーとなった。1984年には背中側にメッシュパネルを張ったエアコンフォートシステムを開発して特許を取得している。
2015年現在でも優れた背面通気性が特長であり、それに加えてデザイン、身体の動き、荷重の分散など登山用リュックサックとしての機能に優れた製品を作っている。SLシリーズは女性の体格に合わせて専用設計されている。